# 오스카르 피게로아
오스카르 알베이로 피게로아 모스케라(스페인어: Óscar Albeiro Figueroa Mosquera, 1983년 4월 27일~)는 콜롬비아의 역도 선수이다. 2012년 하계 올림픽 페더급에서 은메달을 획득하여 콜롬비아 역사상 4번째 올림픽 은메달리스트가 되었으며, 2016년 하계 올림픽에서 콜롬비아 남자 선수로는 최초로 금메달을 획득했다. 세계 역도 선수권 대회에서 은메달 1개, 동메달 2개를 획득했으며, 팬아메리칸 게임에서 금메달 2개를 획득했다.

## 은퇴
2016년 8월 8일 올림픽에서 남자 62kg급에서 금메달을 획득한 직후 신발을 벗는 은퇴 세레머니를 했다. 그리고 그는 가장 환호 받을 때에 은퇴를 하고 싶다고 밝혔다.

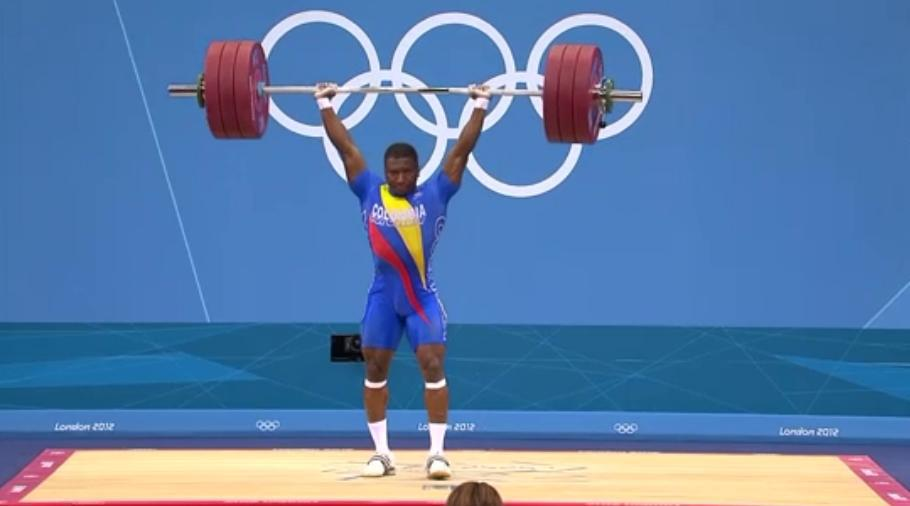
2012년 하계 올림픽 당시 경기 중인 피게로아

## 기록

### 올림픽
2004년 하계 올림픽
남자 -56kg
| 선수              | 세부 종목 | 인상     | 인상     | 인상     | 용상     | 용상 | 용상 |
| 선수              | 세부 종목 | 1차 시기 | 2차 시기 | 1차 시기 | 2차 시기 | 합계 | 순위 |
| 오스카르 피게로아 | 56kg급    | 125      | =4       | 155      | =3       | 280  | 5    |

2008년 하계 올림픽
남자 -62 kg 성적
| 선수              | 세부 종목 | 인상     | 인상     | 인상     | 용상     | 용상 | 용상 |
| 선수              | 세부 종목 | 1차 시기 | 2차 시기 | 1차 시기 | 2차 시기 | 합계 | 순위 |
| 오스카르 피게로아 | 62kg급    | 128      | DNF      | -        | -        | -    | DNF  |

2012년 하계 올림픽
남자 -62 kg 성적
| 선수              | 세부 종목 | 인상     | 인상     | 인상     | 용상     | 용상 | 용상 |
| 선수              | 세부 종목 | 1차 시기 | 2차 시기 | 1차 시기 | 2차 시기 | 합계 | 순위 |
| 오스카르 피게로아 | 62kg급    | 140      | 3        | 177      | 1        | 317  | 2    |

2016년 하계 올림픽
남자 -62 kg 성적
| 선수              | 세부 종목 | 인상     | 인상     | 인상     | 용상     | 용상 | 용상 |
| 선수              | 세부 종목 | 1차 시기 | 2차 시기 | 1차 시기 | 2차 시기 | 합계 | 순위 |
| 오스카르 피게로아 | 62kg급    | 142      | 3        | 176      | 1        | 318  | 1    |